# Kawasaki Heavy Industries
Kawasaki Heavy Industries (forkortet KHI) er en japansk, multinational virksomhed med hovedsæde i Minato, Tokyo, der producerer mange forskellige transportmidler. Virksomheden har sit navn efter grundlæggeren Shōzō Kawasaki og har ingen forbindelse til byen Kawasaki.
De første skridt til virksomheden blev taget i 1878, da Shozo Kawasaki grundlagde et lille skibsværft i Tokyo. I løbet af 1930'erne var virksomheden begyndt at fremstille sit eget stål og under 2. verdenskrig producerede en forgrening af virksomheden, Kawasaki Aircraft Company, kampfly til det japanske luftvåben.
I dag opererer KHI indenfor mange områder såsom skibskonstruktion, traktorer, toge og luftfart. I Danmark er Kawasaki mest kendt for produktionen af små maskiner såsom både, terrængående køretøjer og særligt motorcykler.
Kawasakis motorcykel-afdeling adskiller sig fra de andre store japanske motorcykelfabrikanter (Suzuki, Yamaha og Honda) ved på den ene side at være den mindste motorcykelproducent, men samtidig være den største virksomhed. Kawasakis motorcykelafdeling kan f.eks. anvende arodynamisk viden fra virksomhedens luftfartsafdeling.
Kawasakis motorcykler er meget kendt for deres "Kawasakigrønne" farve, som oftest ses på deres race-replica maskiner.